# ŽKK Radnički Belgrado
Ženski Košarkaški Klub Radnički Belgrado (Servisch: Женски Кошаркашки клуб Раднички) is een damesbasketbalclub gevestigd in Belgrado, Servië.

## Geschiedenis
De club werd opgericht in 1920. In 1962 haalde Radnički de halve finale om de FIBA Women's European Champions Cup. Ze verloren in de halve finale van SKA Leningrad uit de Sovjet-Unie met 101-129 over twee wedstrijden.
Tegenwoordig komt Radnički uit in de tweede divisie van Servië.

## Erelijst
- Landskampioen Joegoslavië: 6
  - Winnaar: 1961, 1962, 1964, 1965, 1966, 1968
  - Tweede: 1946, 1956, 1958, 1959, 1960, 1967

- Bekerwinnaar Joegoslavië: 2
  - Winnaar: 1960, 1962

## Bekende (oud)-coaches
- Ranko Žeravica
- Borivoje Cenić
- Branko Kovačević
- Milan Dabović
- Goran Duraković